# Caoutchouc (matériau)
Pour les articles homonymes, voir Caoutchouc.

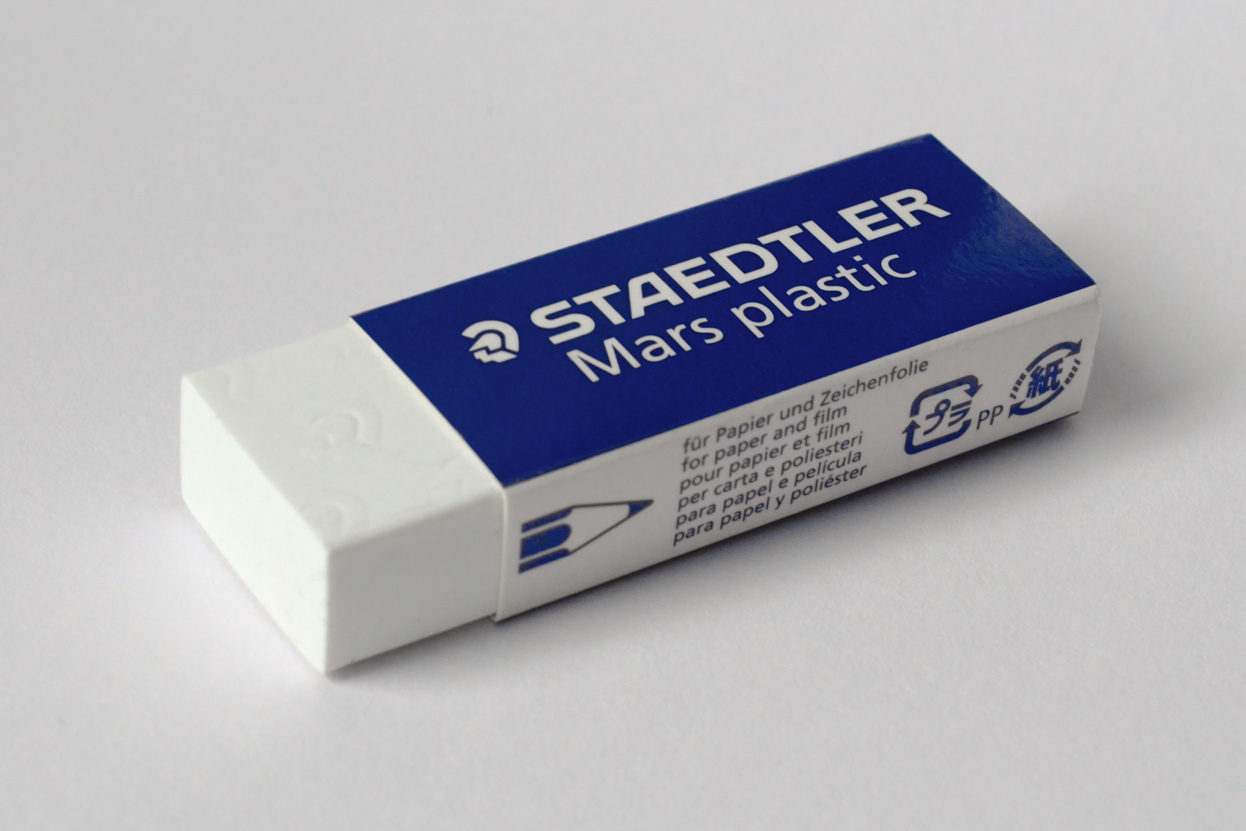
Une gomme en caoutchouc.

Le caoutchouc est un matériau qui peut être obtenu soit par la transformation du latex sécrété par certains végétaux (par exemple, l'hévéa), soit de façon synthétique à partir de monomères issus d’hydrocarbures fossiles. Il fait partie de la famille des élastomères.
Le caoutchouc naturel (sigle NR, natural rubber selon l'ASTM D1418) est un polyisoprénoïde. Le schéma réactionnel correspondant à la formation du NR, qui utilise la photosynthèse, est très complexe.

## Historique

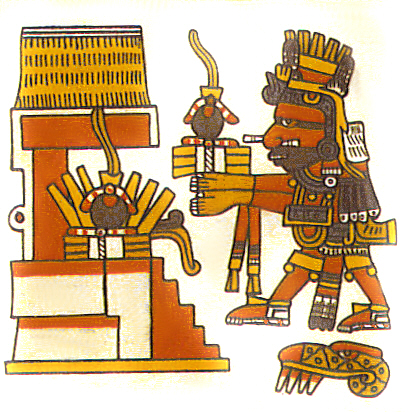
Peinture aztèque : offrande de balle en caoutchouc au dieu Xiuhtecuhtli.

L'histoire du caoutchouc débute bien avant la fin du XVe siècle lorsqu'à la suite des Grandes découvertes, les Européens commencent à observer, en Amérique centrale et en Amérique du Sud, l’usage séculaire que font les populations autochtones d'une matière alors inconnue en Europe. Provenant du latex issu de différentes plantes — dont l’hévéa et le guayule —, les autochtones d'Amérique confectionnent des objets courants, fabriqués par moulage sur argile : balles, toiles enduites, torches, qu'ils rendent étanches en les passant à la fumée.
Ils en consomment aussi comme médicament et l'associent aux mythes de création, de la course du monde : dans le « juego de pelota » (jeu de balle précolombien), la balle en caoutchouc (appelée « ulli de ollin » — mouvement en nahuatl — et « kik » — liquide séminal en maya —), avec son rebondissement incessant, mime la course du soleil. La matière caoutchouc devient ainsi sacrée.
Les premiers explorateurs de l'Amérique sont les premiers à porter des échantillons à l'Europe, mais ils sont relégués dans les « cabinets des curiosités », faute d'applications, car le latex :
- est collant lorsqu'il est exposé au soleil ;
- fond à température élevée ;
- devient cassant à basse température ;
- brunit et se coagule lorsqu'il est maintenu à l'air.

### XVIIIesiècle
- 1736-1747 : les naturalistes français Charles Marie de La Condamine et François Fresneau de La Gataudière redécouvrent le caoutchouc naturel au Pérou, en Équateur et en Guyane. La Condamine effectue la première description scientifique de cette matière appelée caotchu — en quechua Cao signifie bois et tchu qui pleure —, et par rapprochement phonétique il francise son nom ; Fresneau en fait de même pour l'hévéa[2],[3],[4].

« Cahoutchou, résine élastique. La résine appelée Cahuchu (Prononcez Cahout-chou) dans les pays de la Province de Quito, voisins de la Mer, est aussi fort commune sur les bords du Maragnon, & sert aux mêmes usages. Quand elle est fraiche, on lui donne avec des moules la forme qu'on veut; elle est impénétrable à la pluie; mais ce qui la rend plus remarquable, c'est sa grande élasticité. On en fait des bouteilles qui ne sont pas fragiles, des bottes, des boules creuses qui s'applatissent quand on les presse & qui dès qu'elles ne sont plus gênées, reprennent leur première figure. Les Portugais du Para ont appris des Omaguas à faire avec la même matière des pompes ou seringues qui n'ont pas besoin de piston : elles ont la forme de poires creuses, percées d'un petit trou à leur extrémité où ils adaptent une canule. On les remplit d'eau & en les pressant, lorsqu'elles sont pleines, elles font l'effet d'une seringue ordinaire. Ce meuble est fort en usage chez les Omaguas. Quand ils s'assemble entr'eux pour quelque fête, le maître de la maison ne manque pas d'en présenter une par politesse à chacun des conviés, & son usage précède toujours parmi eux les repas de cérémonie. »

— Charles Marie de La Condamine, Juillet 1743.
- 1770 : le chimiste anglais Joseph Priestley découvre que l'on peut effacer des marques d'encre en les frottant avec du caoutchouc[6]. Cette découverte sera à l'origine des premières gommes à effacer.
- 1783 : le chimiste français Jacques Charles, lancé dans une compétition avec les frères Montgolfier pour réaliser le premier vol habité, fait construire un ballon — on disait alors un « globe » — fait d'une étoffe de soie imperméabilisée par un vernis à base de caoutchouc.
- 1790 : Samuel Peal, un industriel britannique, brevète une méthode permettant, en mélangeant de la térébenthine avec du caoutchouc, d'imperméabiliser des tissus.

### XIXesiècle

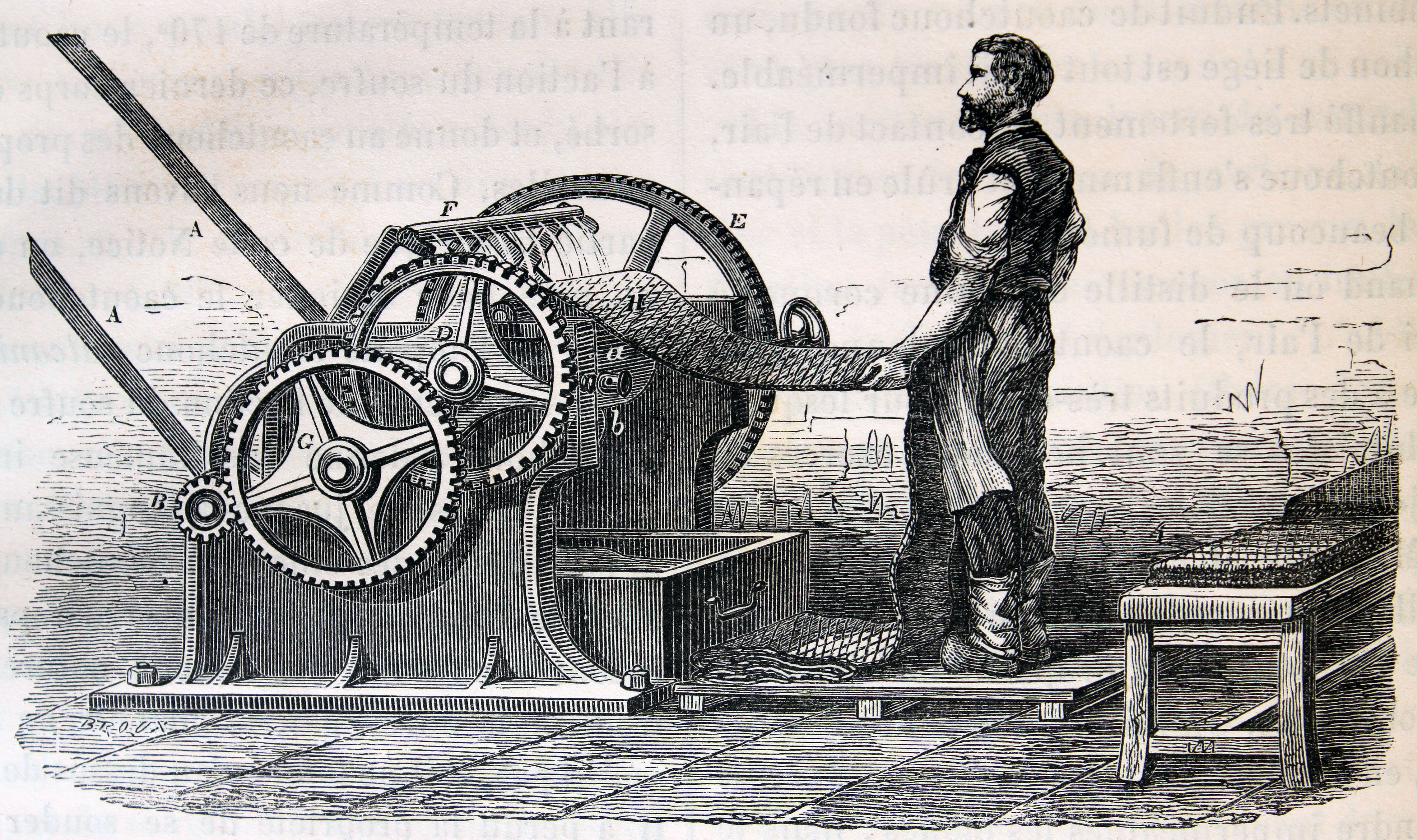
« Cylindres déchiqueteurs du caoutchouc brut ».

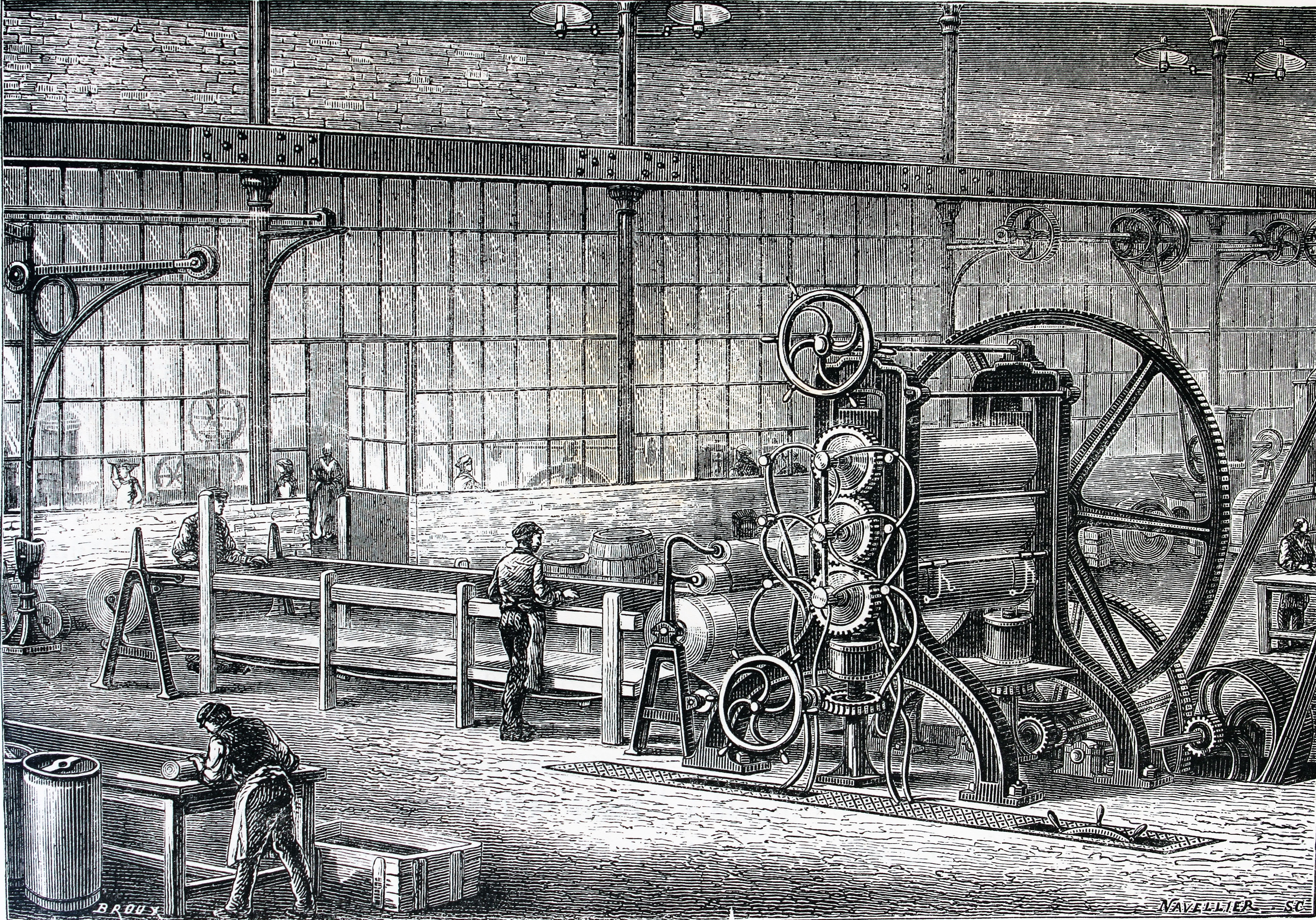
Grand laminoir pour réduire en feuilles les blocs de caoutchouc purifié.

- 1811 : l'Autrichien Johann Nepomuk Reithoffer (de) fabrique les premiers produits en caoutchouc (tissus, lacets).
- 1820 : l'Anglais Thomas Hancock découvre que la plasticité du caoutchouc est augmentée à la suite de son broyage (dans sa machine, le « masticator ») et son pressage, ce qui permet la mise en forme du produit ultérieurement[6].
- 1823 : la découverte du procédé d’imperméabilisation des tissus par dissolution du caoutchouc dans un solvant (du naphte porté à ébullition) permet au chimiste écossais Charles Macintosh de confectionner les premiers imperméables. La matière brevetée prend le nom de son inventeur et devient même en Grande-Bretagne synonyme du mot « imperméable ».
- 1835 : Charles Dietz invente un « remorqueur à chaudière » dont il garnit les roues d'une couche de liège puis de caoutchouc boulonnée sur la jante. Il invente sans le savoir l’ancêtre du pneumatique.
- 1842 : Charles Goodyear découvre la vulcanisation, qui permet de stabiliser le caoutchouc afin qu'il résiste mieux aux écarts de température (sans vulcanisation, il fond à température haute et devient cassant à température basse)[6].
- 10 décembre 1845 : l'Écossais Robert William Thomson invente la roue aérienne (le premier pneu) qui, ne s'adaptant pas aux chariots lourds, tombe dans l'oubli.
- 1853 : l'Américain Hiram Hutchinson achète les brevets de Charles Goodyear et adapte le caoutchouc aux bottes.
- 1854 : Hiram Hutchinson ouvre la première usine utilisant le caoutchouc en France, dans l'usine de Langlée, à Châlette-sur-Loing (Loiret).
- 1868 : invention des pneus pleins pour vélocipèdes.
- 1870 : apparition des premiers préservatifs à base de caoutchouc de latex.
- 1876 : Henry Alexander Wickham rapporte du Brésil 70 000 graines d'hévéa replantées ensuite dans toutes les colonies britanniques d'Asie (notamment à Ceylan), brisant ainsi le monopole brésilien.
- 1887 : à Belfast, le vétérinaire John Boyd Dunlop imagine un tube souple gonflé pour remplacer les pneus pleins.
- 23 juillet 1888 : John Boyd Dunlop dépose un brevet qui permet d'utiliser le caoutchouc pour la fabrication de pneus[6]. C'est la naissance du pneu à valve. L'invention des pneus (appuyée plus tard par l'explosion de la production automobile) et le succès des bicyclettes provoquent le boom de la production du caoutchouc à la fin du XIXe siècle.
- 1892 : les frères Michelin présentent les premiers pneus démontables pour vélos et autos.
- 1899 : des colons français introduisent la culture de l’hévéa en Indochine française.

### XXesiècle
- 24 juillet 1904 : création d’une commission internationale pour enquêter sur les pratiques utilisées dans la production du caoutchouc.
- 1907 : synthèse de caoutchouc par l'Allemand Fritz Hofmann.
- 1915 : l'Allemagne produit environ 2 500 tonnes de caoutchouc synthétique.

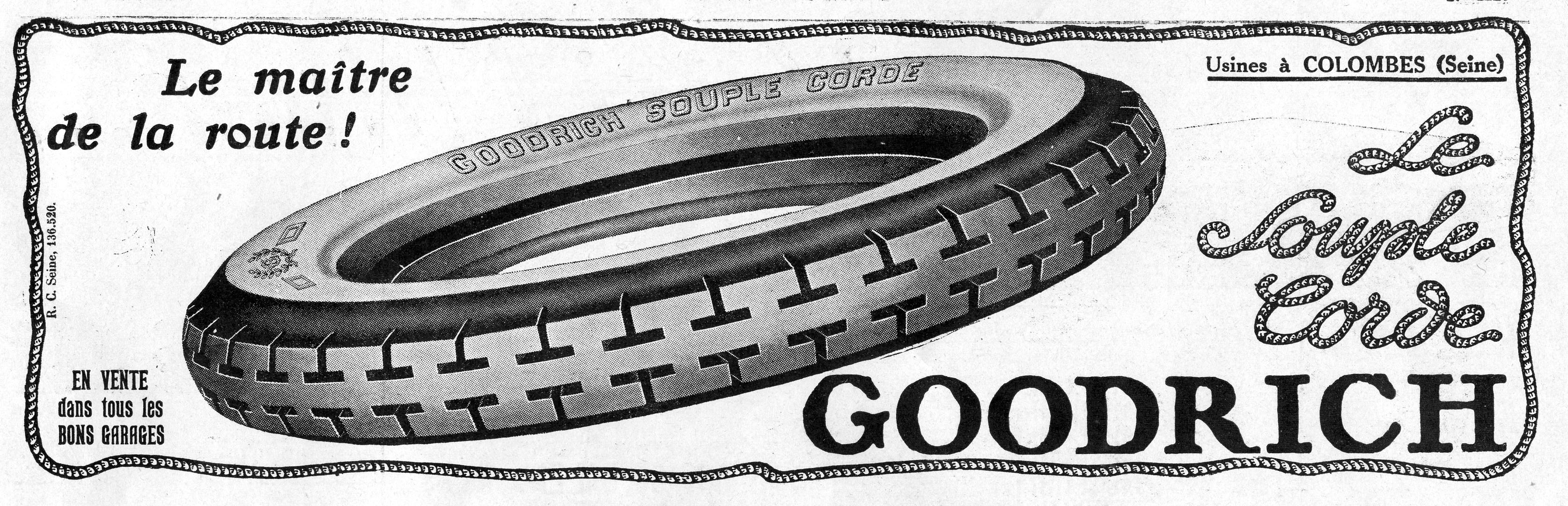
Réclame Goodrich de 1923 (L'Illustration).

- 1929 : l'Allemagne réussit à produire un copolymère de butadiène et de styrène (en présence de sodium comme catalyseur) : le styrène-butadiène (SBR).
- 1939 : l'Allemagne et les États-Unis améliorent le caoutchouc synthétique car :
  - l'Allemagne est soumise au blocus ;
  - les États-Unis sont privés du caoutchouc naturel de l'Extrême-Orient.
- 1946 : Michelin dépose un brevet sur le pneu radial, mieux adapté au caoutchouc naturel qu'au synthétique[7]. Quelques décennies plus tard, alors que les premières usines Michelin s'installent outre-atlantique, les États-Unis pourront regretter la fermeture d'un centre de recherche sur l'hévéa et le caoutchouc à Turrialba (Costa Rica) lors du maccarthysme[7].
- 1958 : entrée de la France dans la production synthétique.
- 1980 : le guayule naturel mexicain peut être mécanisable avec un rendement supérieur à l'hévéa.

### XXIesiècle
- 2003 : Amerityre Corporation développe les pneus increvables (no-flat, air-no-air), basés sur le polyuréthane.

## Caoutchouc naturel ou synthétique
En 2025, le marché mondial du caoutchouc est réparti entre caoutchouc naturel (47 %) et caoutchouc synthétique (53 %).
Les pneus modernes combinent souvent les deux pour optimiser leurs performances.

### Caoutchouc naturel

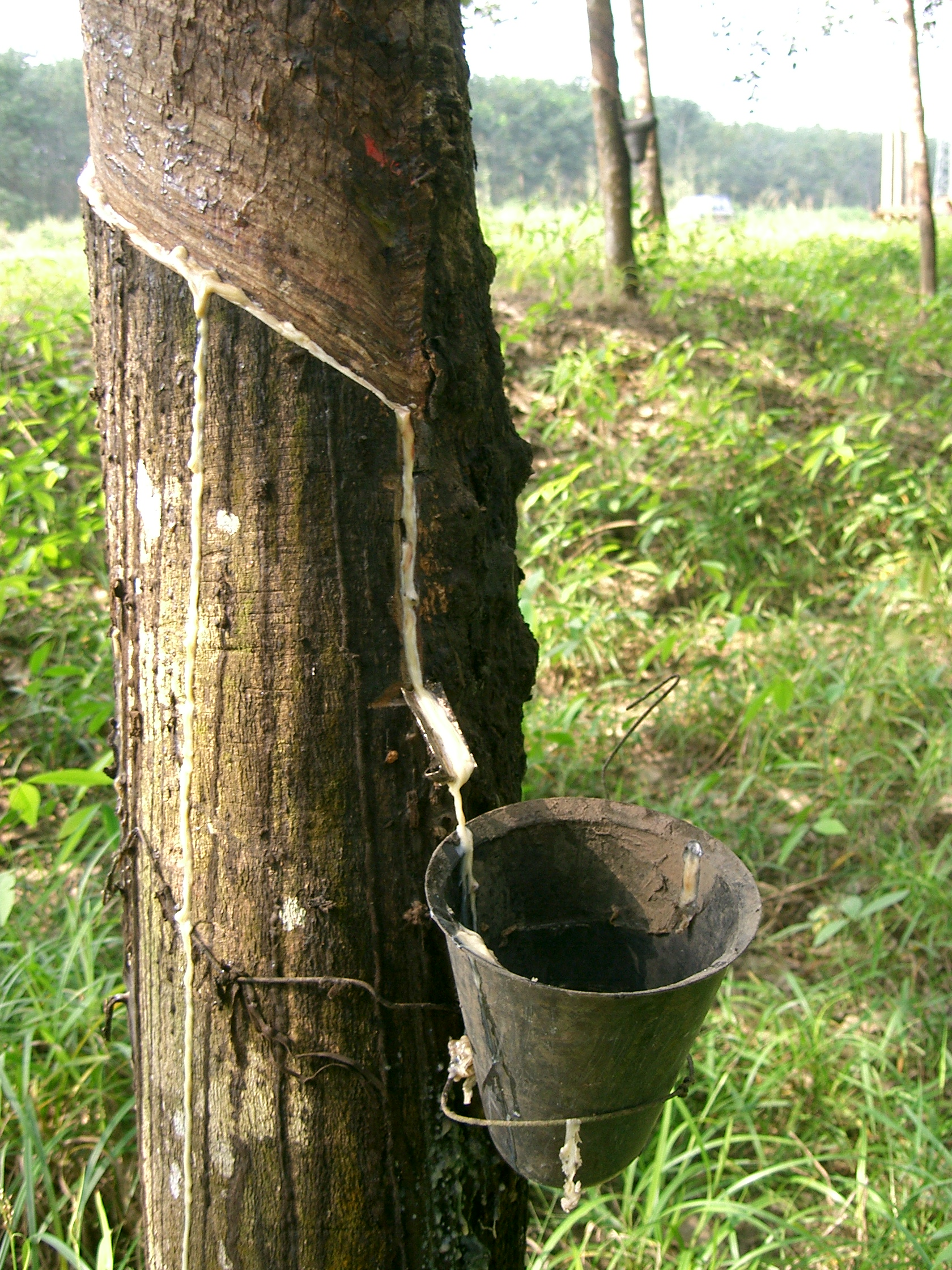
Récolte du latex naturel.

Le caoutchouc naturel provient de la coagulation du latex de plusieurs plantes, principalement de l'hévéa, Hevea brasiliensis, famille des Euphorbiacées, originaire d'Amazonie. La collecte se fait par incision de l'écorce des troncs de manière que le latex, issu des canaux laticifères, s'écoule dans des godets placés juste au-dessous. En Amazonie, c'est le travail des seringueiros. Le latex récolté est transféré dans des conteneurs, filtré et peut alors être stabilisé à l'ammoniaque (précipitation des flocons) puis pressé pour diminuer sa teneur en eau ou alors coagulé de façon plus ou moins contrôlée et séché par la fumée d'un feu (les goudrons empêchent la putréfaction) afin d'obtenir des balles de caoutchouc.
La culture de l'hévéa (appelée hévéaculture), bien qu'originaire d'Amérique du Sud, s'est développée dans le Sud-Est asiatique et, à une moindre échelle, en Afrique équatoriale (Nigeria, Côte d'Ivoire, Cameroun).
À noter que l'exploitation du caoutchouc naturel était, déjà lors de la Mission de l'Ouest africain sous la direction de Pierre Savorgnan de Brazza en 1879-1882, Léon Guiral (Le Congo français du Gabon à Brazzaville) constate que les peuples kota, le long de l'Ogooué collectent du caoutchouc sauvage. Ce qui semble attester la présence d'un caoutchouc sauvage dans la partie de l'Afrique centrale qui allait devenir la république du Congo, vers 1880. Celui-ci aurait été, à cette époque, récolté par les villageois en suivant un procédé dangereux ; ils auraient étalé la sève sur leur dos, puis, après séchage l'auraient décollée avec le risque d'arracher aussi les poils et même une partie de l'épiderme. En 1905, le rapport Brazza fait état des sévices subis par les indigènes dans l'exploitation par la métropole du « caoutchouc rouge » au Congo français.
Usage principal du caoutchouc naturel : pneus de camions et avions pour sa meilleure élasticité et résistance mécanique.

### Caoutchouc synthétique

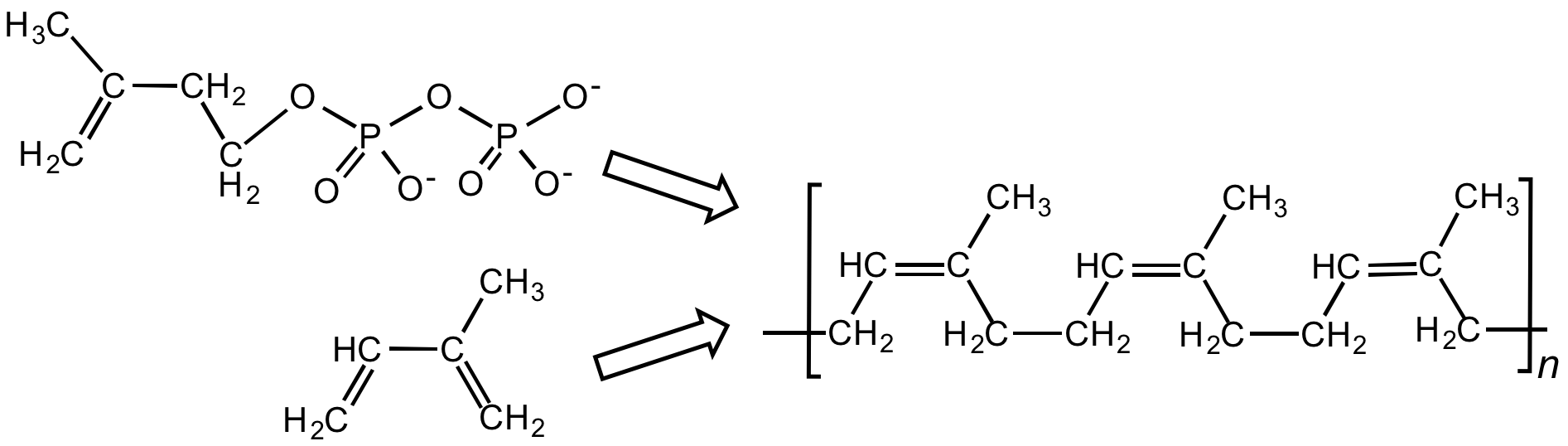
Structure du, le principal constituant du caoutchouc naturel et de certains caoutchoucs synthétiques. Le cis-polyisoprène est issu de l'isoprène et de l'isopentényl-pyrophosphate (précurseurs).

À la fin du XIXe siècle, les expériences en laboratoire sur la structure du caoutchouc naturel montrent qu’il est un polymère de l’isoprène. Un brevet explicitant le cheminement vers un caoutchouc synthétique est déposé par le chimiste allemand F. Hofmann en 1909 pour l’entreprise Bayer AG, acteur important de l’industrie chimique allemande. Formé à partir d’hydrocarbures par polymérisation, le caoutchouc synthétique est un élastomère décrit par un comportement viscoélastique à température ambiante.
L’accès difficile au caoutchouc naturel pendant la Première Guerre mondiale a pour effet une intensification des recherches afin de pallier le manque créé par cette ressource. Utilisé largement dans l’automobile, l’aéronautique et la marine, l’approvisionnement en caoutchouc devient un enjeu important dans la poursuite du conflit. En 1918, l’Allemagne produit de manière industrielle du caoutchouc de méthyle (dérivant du méthane, hydrocarbure le plus simple) destiné aux sous-marins et est concurrencée par la synthèse du caoutchouc sur la base de pétrole et d’alcool éthylique en Russie. Le chloroprène polymérisé ou Néoprène, premier caoutchouc synthétisé aux États-Unis, est annoncé devant l’American Chemical Society en 1931.
Au sortir du second conflit mondial, les échanges internationaux permettent le retour du commerce du caoutchouc naturel toutefois supplanté en volume de production à partir de 1980 par le caoutchouc synthétique.
Usages principaux du caoutchouc synthétique : Pneus de voitures particulières pour sa résistance aux huiles et carburants (qu'on peut trouver en milieu urbain), ainsi que produits industriels.
- Avantages : Stabilité thermique et durabilité face au vieillissement environnemental.

## Considérations économiques, éthiques et sociales

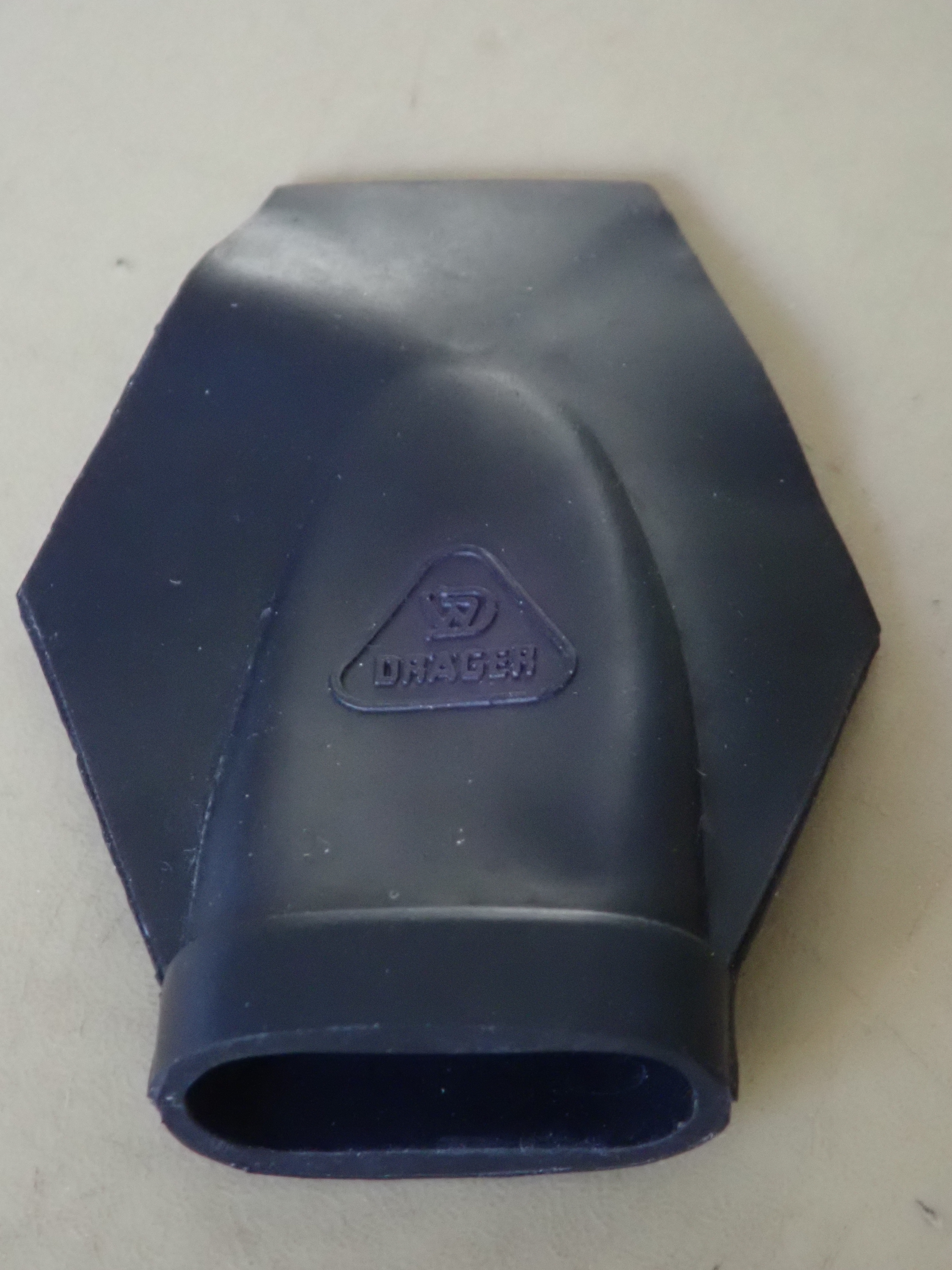
Soupape d’échappement en caoutchouc.

Perçu comme une solution de rechange, le caoutchouc synthétique concurrence sérieusement le caoutchouc naturel durant les Trente Glorieuses. La croissance économique de l’après-guerre favorise la recherche et le développement de nouvelles méthodes de production pour faire face à une demande plus importante. Des facteurs économiques, éthiques et sociaux expliquent la stabilité actuelle en volume de production entre le caoutchouc naturel et synthétique.
Pouvant être produit dans une usine voisine de celle qui la consomme, le caoutchouc synthétique peut être fabriqué en grande quantité avec un délai de livraison stable. Produit au départ dans les pays industrialisés, ce processus a suivi les délocalisations d’usines dans les pays sud. Convenant à de nombreuses applications, il présente de ce fait un avantage économique. Le caoutchouc naturel, soumis à des contraintes naturelles et climatiques, reste cependant très utilisé de par ses qualités intrinsèques (faible échauffement interne, bonne résistance à la propagation de fissures, bon amortissement), idéales pour la production de pneumatiques. En effet près de 75 % du caoutchouc naturel et 60 % du caoutchouc synthétique produits sont utilisés dans l’industrie pneumatique.
L’essor du caoutchouc synthétique se trouve facilité par des facteurs éthiques. Sa production est moins entachée par l’image des travailleurs des pays sud pouvant être très jeunes. Travaillant à des seuils horaires parfois très élevés sept jours par semaine dans les plantations d’hévéas, exposés à des pesticides, faiblement rémunérés et peu représentés en association, les ouvriers sont soumis à de rudes conditions contrastant avec les laboratoires et processus automatisés de la filière synthétique. Aussi, le caractère artificiel du processus de production permet une plus grande liberté dans les manipulations aboutissant à l’amélioration des propriétés du matériau.
Industries polluantes, la production de caoutchouc synthétique et la monoculture d’hévéa sont parmi les principaux utilisateurs de ressources fossiles et une des principales causes de destruction environnementale : déforestation, utilisation de pesticides… (en particulier au Cambodge et en Asie du Sud-Est). Les produits issus de ces filières sont par ailleurs non biodégradables et polluent durant et après leur utilisation.
Peu de voies de recyclage sont développées en Europe bien que l’European Tyre Recycling Association pose un cadre plus strict sur la question du recyclage. L’entreposage des déchets caoutchouteux ainsi réglementé, une quantité non négligeable de pneumatiques usagés est destinée à l’exportation. Comme ils sont revendus dans les pays sud, on assiste à un phénomène de délocalisation de la pollution posant problème sur le plan moral. La pollution liée à la production, ainsi qu’à la fin de vie de l’objet, peut alors se trouver en dehors des frontières de son utilisation. Par ailleurs, les pneumatiques, par abrasion au contact de la route, rejettent des particules fines à hauteur de 4 à 14 mg/km. Ces dernières, nocives pour la santé, ne peuvent être filtrées et contribuent à la mauvaise qualité de l’air. Les maladies liées à la pollution de l’air extérieur sont responsables de près de 3,7 millions de décès chaque année selon l’UNEP.

## Plantes à latex permettant la production de caoutchouc
- L'hévéa (Hevea brasiliensis).
- Le caoutchouc (Ficus elastica).

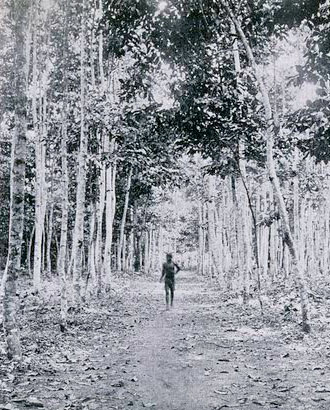
Plantation communale de Funtumia elastica à Benin City (1911).

- Le guayule (Parthenium argentatum).
- Le Castilla elastica, en mélange avec le latex de l'Ipomée blanche (Ipomoea alba).
- Le pissenlit de Russie (Taraxacum kok-saghyz).
- Le « caoutchouc d'herbe » (Landolphia humilis en Oubangui-Chari, actuelle République centrafricaine).
- Funtumia elastica.

La guayule pousse essentiellement au Mexique et dans le Sud des États-Unis. Elle a été employée au début du XXe siècle, avec un regain d'intérêt lors de la Seconde Guerre mondiale (embargo du caoutchouc asiatique). Elle n'est plus guère exploitée depuis 1950. Son utilisation demande la récolte de la plante, son broyage et l'extraction des particules de caoutchouc. Le rendement est d'un peu moins d'une tonne par hectare, ce qui est inférieur de près d'un tiers à celui de l'hévéa.

## Formulationet vulcanisation
Le caoutchouc, qu'il soit naturel ou synthétique, s'utilise presque exclusivement mélangé à d'autres ingrédients :
- des charges renforçantes ou non, la principale étant le noir de carbone (d'où la couleur des produits en caoutchouc). Les charges renforçantes telles que les noirs de carbone améliorent les résistances mécanique et à l'abrasion. Si la couleur noire est à proscrire, on utilise des charges blanches comme les silices précipitées, les argiles et les craies précipitées. Les charges non renforcantes sont dites « diluantes » car elles diminuent le coût du mélange et en augmentent la densité. La craie broyée est utilisée dans des mélanges à faible résistance et à faible coût, dans des articles tels que les butées de porte domestique ;
- des huiles, aussi appelées plastifiants ;
- des agents de protection : anti-UV, ignifugeants par exemple ;
- des produits servant à la vulcanisation : soufre ou peroxyde organique, oxyde de zinc, accélérateurs, etc. ;
- des produits divers tels que colorants ou pigments, agents gonflants.

Voir aussi Formulation d'un caoutchouc (exemple).

## Utilisation
- Industrie : le caoutchouc y a de nombreux usages, par exemple dans les courroies, flexibles, pneus et dans les gaines de câbles informatiques (au même titre que le polychlorure de vinyle (PVC) et le Téflon).
- Médecine : le latex, très utilisé dans les gants jetables, peut provoquer des « allergies au latex », du fait de la présence de plusieurs protéines issues de l'hévéa et/ou de composés ajoutés lors de la fabrication. Le caoutchouc issu de la guayule, plus pauvre en protéines, semble moins allergisant[16].
- Sports et jeux pour enfant : utilisation croissante pour certains sols de jeux ou de course, ceux-ci permettent d’amortir les chutes, et étant une matière qui accroche, elle permet aussi d’augmenter un peu la vitesse de course ; comme matériau des gazons synthétiques (pour le football notamment), ou pour les revêtements de raquettes de tennis de table mais aussi pour des chaussures.
- Divers : il a aussi été testé et utilisé pour la conservation de la viande et comme joint des bocaux de pasteurisation/stérilisation. Plus récemment, des latex magnétisés fonctionnalisés (particules colloïdales magnétiques à cœur de maghémite) ont été conçus pour la pharmacochimie ou pour le traitement des eaux usées par adsorption (pour le cuivre et plomb notamment), afin de pouvoir se passer des moyens classiques de centrifugation, sédimentation et filtrations[18]. Ces particules sont réutilisables durant plusieurs cycles (désorption/régénération)[18].

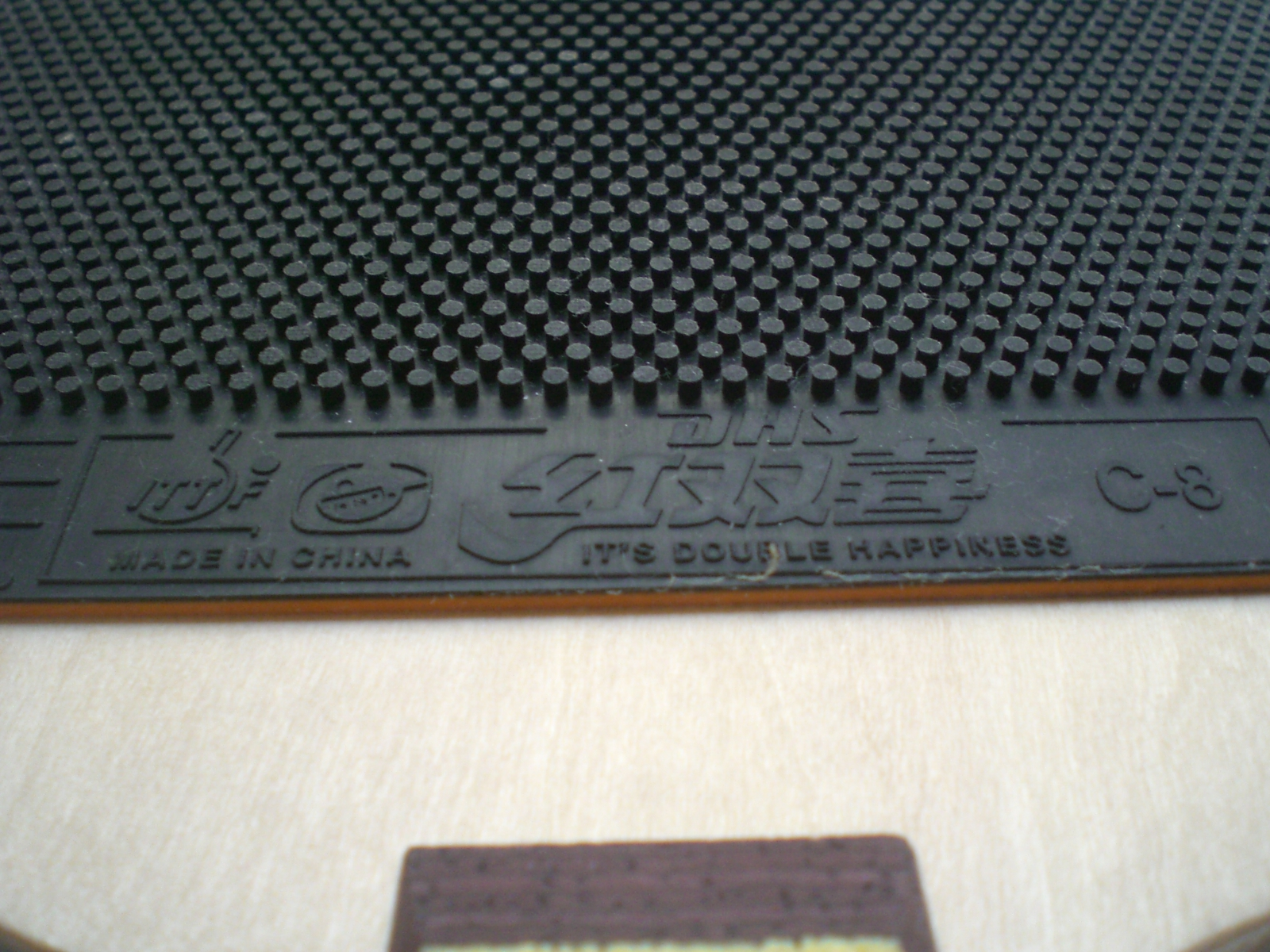
Détail d’une raquette de tennis de table.
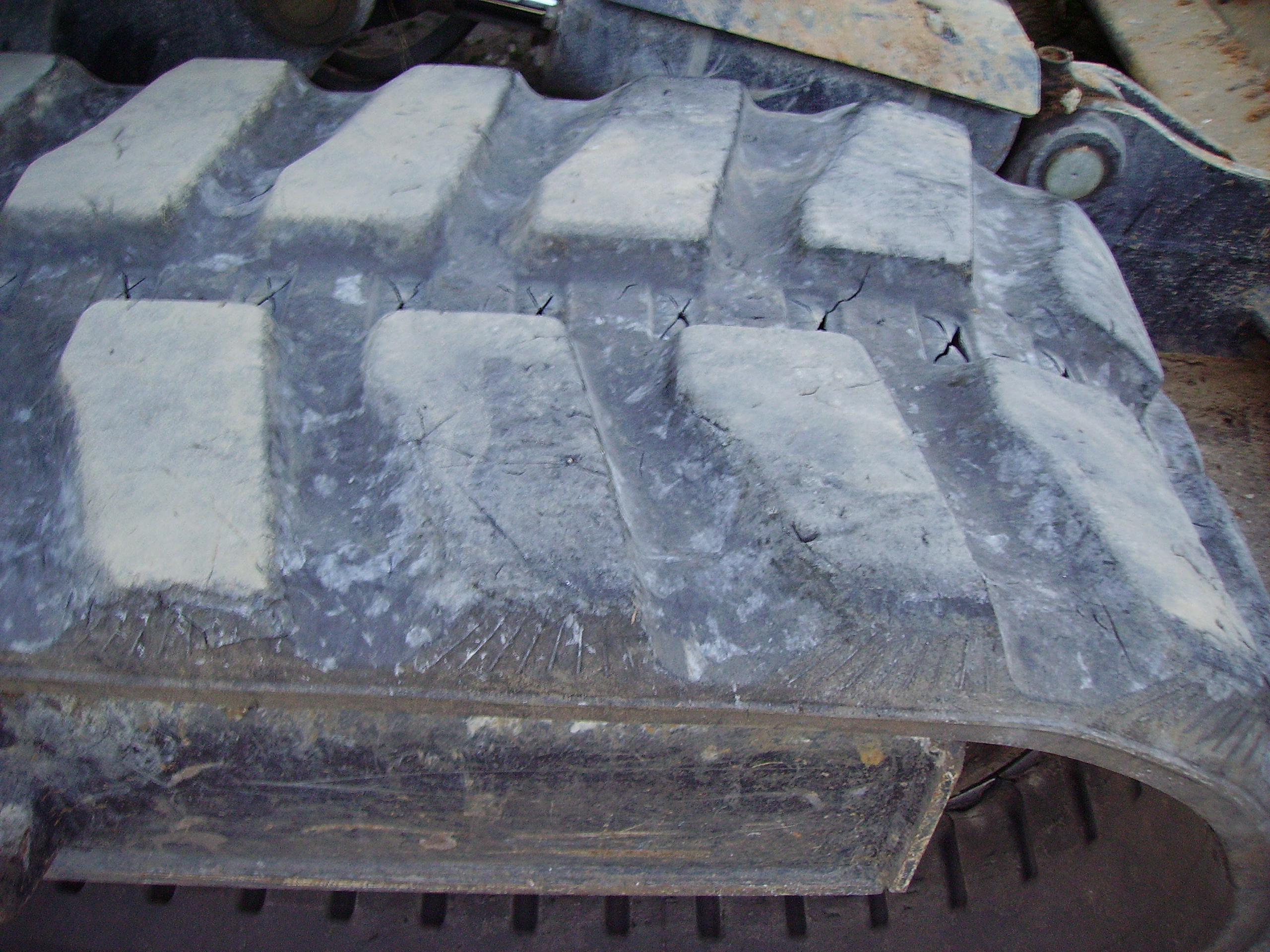
Chenille d’une pelleteuse en caoutchouc résistant.

## Production

### Caoutchouc naturel
La culture d’hévéa recouvre aujourd’hui quinze millions d’hectares de la surface terrestre. 85 % du caoutchouc naturel produit provient de près de six millions de petits producteurs. Toutefois, il existe de grands groupes, tels Halcyon Agri qui possède plus de 100 000 hectares ou Socfin près de 64 000 hectares de plantations. 13,5 millions de tonnes de caoutchouc naturel ont été produites en 2017. Afin de faire face à la demande, ce chiffre devrait augmenter dans les années à venir. De récentes études suggèrent ainsi que 4,3 à 8,5 millions d’hectares de nouvelles plantations seraient nécessaires.
On estime à trente millions le nombre de personnes vivant de l’hévéaculture, parmi lesquelles six millions dans les plantations. En effet, une main-d’œuvre importante est nécessaire pour la saignée de l’arbre (incision de l’écorce pour en récolter le latex).
De nombreuses controverses existent aujourd’hui autour de la plantation d’arbres à caoutchouc. Celle-ci participe à la diminution de la superficie des forêts naturelles (treize millions d’hectares par an), avec les conséquences sur l’écosystème et la biodiversité que cela implique. L’accaparement des terres pose également problème au niveau politique. En effet, la destruction des campements des peuples autochtones à l’intérieur des concessions sans mesure de relocation ou compensation constitue une violation de la Déclaration des Nations unies sur les droits de ces peuples.
Cependant, de nombreuses initiatives ouvrent la voie vers une production plus saine. Le producteur de pneus Michelin a lancé en 2016 une politique d’approvisionnement Zéro Déforestation basée sur la méthodologie High Carbon Stock (HCS). Cette méthodologie également mise en œuvre depuis 2011 dans le secteur de l’huile de palme, doit guider les producteurs dans l’application de leurs engagements zéro déforestation. La plateforme mondiale pour un caoutchouc naturel et durable a été lancée le 21 mars 2019 à Singapour. Le principal objectif étant de mettre en place une filière n’entrainant pas de déforestation et respectant les droits de l’homme.
| Rang 2002         | Pays (2002)       | Production 2002 (t) | % mondial (2002) | Rang 2023         | Pays (2023)       | Production 2023 (t) | % mondial (2023) | Évolution (%) |
| ----------------- | ----------------- | ------------------- | ---------------- | ----------------- | ----------------- | ------------------- | ---------------- | ------------- |
| 1                 | Thaïlande         | 2 633 100           | 35,0             | 1                 | Thaïlande         | 4 600 000           | 32,9             | +74,8         |
| 2                 | Indonésie         | 1 630 400           | 21,7             | 2                 | Indonésie         | 3 107 500           | 25,9             | +90,6         |
| 3                 | Malaisie          | 890 000             | 11,8             | 3                 | Côte d'Ivoire     | 1 600 000           | 11,4             | +1180         |
| 4                 | Inde              | 649 400             | 8,6              | 4                 | Vietnam           | 1 200 000           | 7,5              | +400          |
| 5                 | Chine             | 527 400             | 7,0              | 5                 | Inde              | 900 000             | 7,5              | +38,6         |
| 6                 | Viêt Nam          | 300 000             | 4                | 6                 | Chine             | 864 800             | q                | +63,9         |
| 7                 | Côte d'Ivoire     | 135 500             | 1,8              | 7                 | Malaisie          | 826 400             | 6,9              | -7,1          |
| 8                 | Nigeria           | 112 000             | 1,5              | 8                 | Brésil            | 185 700             | 1,6              | +65,8         |
| 9                 | Libéria           | 109 000             | 1,5              | 9                 | Birmanie          | 148 000             | 1,2              | +35,8         |
| 10                | Brésil            | 95 900              | 1,3              | 10                | Nigeria           | 143 500             | 1,2              | +28,5         |
| **Total mondial** | **Total mondial** | 7 518 000           | 100,0            | **Total mondial** | **Total mondial** | 14 000 000          | 100,0            | +86,3         |

### Risques liés à la production de caoutchouc naturel
La maladie sud-américaine des feuilles de l'hévéa (Microcyclus ulei) représente une menace majeure pour la production mondiale de caoutchouc naturel. Endémique en Amérique du Sud, cette maladie fongique a anéanti l'industrie du caoutchouc dans cette région, empêchant toute culture commerciale significative d'Hevea brasiliensis. Bien que contenue jusqu'à présent grâce à des mesures de quarantaine, son introduction en Asie du Sud-Est, qui produit environ 90 % du caoutchouc naturel mondial, est jugée inévitable par les experts. Si elle atteignait ces plantations, les monocultures clonales d'hévéas, particulièrement vulnérables en raison de leur faible diversité génétique, pourraient subir des pertes massives. Cela mettrait en péril l'approvisionnement mondial en caoutchouc naturel, essentiel pour des industries stratégiques comme celle des pneumatiques professionnels et des produits médicaux.

### Caoutchouc synthétique
| Pays         | Production (t) | % mondial |
| ------------ | -------------- | --------- |
| Chine        | 4 337 000      | 26        |
| UE           | 2 836 000      | 17        |
| États-Unis   | 2 336 000      | 14        |
| Japon        | 1 835 000      | 11        |
| Corée du Sud | 1 668 000      | 10        |
| Russie       | 1 668 000      | 10        |
| Taïwan       | 667 000        | 4         |
| Brésil       | 333 000        | 2         |
| Total monde  | 15 680 000     | 94        |

La production mondiale de caoutchouc est supérieure à 28 millions de tonnes.

## Gestion des déchets
À la différence des élastomères thermoplastiques, le caoutchouc est difficilement recyclable. En effet, aucune technique n'a encore été trouvée permettant de le réutiliser en préservant toutes ses qualités.
Cependant, il peut servir à fabriquer des produits moins élastiques avec une moindre exigence de pureté comme des revêtements de sol souple et du bitume modifié plus flexible à froid et plus solide à chaud que le bitume normal. Le caoutchouc usagé est aussi utilisé comme combustible dans les cimenteries et certaines centrales thermiques.
De la « poudrette » à base de granules de caoutchouc recyclé, provenant notamment de pneumatiques usagés, est utilisée pour améliorer l'aspect, la souplesse et la stabilité des aires de jeu en pelouse artificielle.

## Commerce
La France est nette importatrice de caoutchouc en 2014, d'après les douanes françaises. Le prix moyen à la tonne à l'import était de 2 300 €.